# Wereldbeker snowboarden 2018/2019
De wereldbeker snowboarden 2018/2019 (officieel: FIS World Cup Snowboard 2018/2019) begon op 8 september 2018 in het Nieuw-Zeelandse Cardrona en eindigde op 24 maart 2019 in het Duitse Winterberg.

## Mannen

### Uitslagen
Legenda
- PGS = Parallelreuzenslalom
- PSL = Parallelslalom
- SBX = Snowboardcross
- HP = Halfpipe
- SBS = Slopestyle
- BA = Big air

| Datum | Plaats            | Onderdeel  | Eerste              | Tweede              | Derde               |
| --- | ----------------- | ---------- | ------------------- | ------------------- | ------------------- |
| 08/09/2018 | Cardrona          | BA         | Chris Corning       | Takeru Otsuka       | Mons Røisland       |
| 03/11/2018 | Modena            | BA         | Takeru Otsuka       | Chris Corning       | Kalle Jarvilehto    |
| 24/11/2018 | Peking            | BA         | Sven Thorgren       | Takeru Otsuka       | Clemens Millauer    |
| 08/12/2018 | Copper Mountain   | HP         | Scotty James        | Toby Miller         | Chase Josey         |
| 13/12/2018 | Carezza           | PGS        | Tim Mastnak         | Benjamin Karl       | Sebastian Kislinger |
| 14/12/2018 | Montafon          | SBX        | Afgelast            | Afgelast            | Afgelast            |
| 15/12/2018 | Montafon          | SBX (team) | Afgelast            | Afgelast            | Afgelast            |
| 15/12/2018 | Cortina d'Ampezzo | PGS        | Roland Fischnaller  | Nevin Galmarini     | Benjamin Karl       |
| 21/12/2017 | Secret Garden     | HP         | Jan Scherrer        | Ruka Hirano         | Yuto Totsuka        |
| 21/12/2017 | Secret Garden     | SBS        | Takeru Otsuka       | Niklas Mattsson     | Vlad Chadarin       |
| 21/12/2018 | Breuil-Cervinia   | SBX        | Martin Nörl         | Omar Visintin       | Hanno Douschan      |
| 22/12/2018 | Breuil-Cervinia   | SBX        | Emanuel Perathoner  | Jake Vedder         | Martin Nörl         |
| 08/01/2019 | Bad Gastein       | PSL        | Stefan Baumeister   | Dario Caviezel      | Benjamin Karl       |
| 12/01/2019 | Kreischberg       | SBS        | Mons Røisland       | Chris Corning       | Hiroaki Kinutake    |
| 18/01/2019 | Laax              | SBS        | Chris Corning       | Ståle Sandbech      | Moritz Thönen       |
| 19/01/2019 | Laax              | HP         | Scotty James        | Yuto Totsuka        | Jake Pates          |
| 19/01/2019 | Rogla             | PGS        | Edwin Coratti       | Daniele Bagozza     | Rok Marguč          |
| 26/01/2019 | Seiser Alm        | SBS        | Markus Olimstad     | Lyon Farrell        | Stian Kleivdal      |
| 26/01/2019 | Moskou            | PSL        | Andrej Sobolev      | Dario Caviezel      | Maksim Rogozin      |
| 31 januari tot en met 10 februari 2019: FIS wereldkampioenschappen snowboarden 2019 in Park City (telt niet mee voor wereldbeker) |                   |            |                     |                     |                     |
| 09/02/2019 | Feldberg          | SBX        | Cameron Bolton      | Paul Berg           | Konstantin Schad    |
| 15/02/2019 | Calgary           | HP         | Yuto Totsuka        | Ruka Hirano         | Derek Livingston    |
| 16/02/2019 | Pyeongchang       | PGS        | Žan Košir           | Lukas Mathies       | Andreas Prommegger  |
| 17/02/2019 | Pyeongchang       | PGS        | Andreas Prommegger  | Sylvain Dufour      | Lee Sang-ho         |
| 23/02/2019 | Secret Garden     | PGS        | Tim Mastnak         | Andrej Sobolev      | Stefan Baumeister   |
| 24/02/2019 | Secret Garden     | PSL        | Daniele Bagozza     | Dmitri Loginov      | Roland Fischnaller  |
| 02/03/2019 | Baqueira-Beret    | SBX        | Alessandro Hämmerle | Adam Lambert        | Kevin Hill          |
| 09/03/2019 | Mammoth Mountain  | SBS        | Redmond Gerard      | Judd Henkes         | Ruki Tobita         |
| 09/03/2019 | Mammoth Mountain  | HP         | Yuto Totsuka        | Patrick Burgener    | Derek Livingston    |
| 09/03/2019 | Scuol             | PGS        | Andrej Sobolev      | Dmitri Loginov      | Dario Caviezel      |
| 16/03/2019 | Veysonnaz         | SBX        | Lucas Eguibar       | Alessandro Hämmerle | Cameron Bolton      |
| 16/03/2018 | Quebec            | BA         | Seppe Smits         | Kalle Jarvilehto    | Jonas Bösiger       |
| 23/03/2019 | Winterberg        | PSL        | Lukas Mathies       | Stefan Baumeister   | Žan Košir           |

### Eindstanden
| Parallel (PSL/PGS) | Parallel (PSL/PGS) | Parallel (PSL/PGS) | Parallel (PSL/PGS) |
| #                  | Naam               | Land               | Punten             |
| ------------------ | ------------------ | ------------------ | ------------------ |
| 1                  | Andrej Sobolev     | RUS                | 4625               |
| 2                  | Tim Mastnak        | SLO                | 4116               |
| 3                  | Roland Fischnaller | ITA                | 3989               |
| 4                  | Dmitri Loginov     | RUS                | 3812               |
| 5                  | Lukas Mathies      | AUT                | 3600               |
| 6                  | Andreas Prommegger | AUT                | 3556               |
| 7                  | Stefan Baumeister  | GER                | 3554               |
| 8                  | Aaron March        | ITA                | 3229               |
| 9                  | Benjamin Karl      | AUT                | 3180               |
| 10                 | Žan Košir          | SLO                | 3086               |

| Freestyle (BA/HP/SBS) | Freestyle (BA/HP/SBS) | Freestyle (BA/HP/SBS) | Freestyle (BA/HP/SBS) |
| #                     | Naam                  | Land                  | Punten                |
| --------------------- | --------------------- | --------------------- | --------------------- |
| 1                     | Chris Corning         | USA                   | 4340                  |
| 2                     | Takeru Otsuka         | JPN                   | 4100                  |
| 3                     | Yuto Totsuka          | JPN                   | 3760                  |
| 4                     | Ruka Hirano           | JPN                   | 2410                  |
| 5                     | Ruki Tobita           | JPN                   | 2330                  |
| 6                     | Jan Scherrer          | SUI                   | 2240                  |
| 7                     | Niek van der Velden   | NED                   | 2210                  |
| 8                     | Lyon Farrell          | USA                   | 2170                  |
| 9                     | Ryan Stassel          | USA                   | 2040                  |
| 10                    | Patrick Burgener      | SUI                   | 2020                  |

| Slopestyle (SBS) | Slopestyle (SBS)    | Slopestyle (SBS) | Slopestyle (SBS) |
| #                | Naam                | Land             | Punten           |
| ---------------- | ------------------- | ---------------- | ---------------- |
| 1                | Chris Corning       | USA              | 2250             |
| 2                | Judd Henkes         | USA              | 1700             |
| 3                | Lyon Farrell        | USA              | 1627             |
| 4                | Ryan Stassel        | USA              | 1590             |
| 5                | Takeru Otsuka       | JPN              | 1500             |
| 6                | Niek van der Velden | NED              | 1490             |
| 7                | Ruki Tobita         | JPN              | 1330             |
| 8                | Hiroaki Kinutake    | JPN              | 1330             |
| 9                | Niklas Mattsson     | SWE              | 1290             |
| 10               | Markus Olimstad     | NOR              | 1270             |

| Parallelslalom (PSL) | Parallelslalom (PSL) | Parallelslalom (PSL) | Parallelslalom (PSL) |
| #                    | Naam                 | Land                 | Punten               |
| -------------------- | -------------------- | -------------------- | -------------------- |
| 1                    | Stefan Baumeister    | GER                  | 2020                 |
| 2                    | Andrej Sobolev       | RUS                  | 1990                 |
| 3                    | Dario Caviezel       | SUI                  | 1870                 |
| 4                    | Lukas Mathies        | AUT                  | 1650                 |
| 5                    | Dmitri Loginov       | RUS                  | 1600                 |
| 6                    | Roland Fischnaller   | ITA                  | 1280                 |
| 7                    | Daniele Bagozza      | ITA                  | 1220                 |
| 8                    | Aaron March          | ITA                  | 1210                 |
| 9                    | Radoslav Yankov      | BUL                  | 1170                 |
| 10                   | Žan Košir            | SLO                  | 1050                 |

| Big Air (BA) | Big Air (BA)        | Big Air (BA) | Big Air (BA) |
| #            | Naam                | Land         | Punten       |
| ------------ | ------------------- | ------------ | ------------ |
| 1            | Takeru Otsuka       | JPN          | 2600         |
| 2            | Chris Corning       | USA          | 2090         |
| 3            | Kalle Jarvilehto    | FIN          | 1400         |
| 4            | Clemens Millauer    | AUT          | 1340         |
| 5            | Ruki Tobita         | JPN          | 1045         |
| 6            | Seppe Smits         | BEL          | 1000         |
| 6            | Sven Thorgren       | SWE          | 1000         |
| 8            | Yuri Okubo          | JPN          | 820          |
| 9            | Niek van der Velden | NED          | 748          |
| 10           | Jonas Bösiger       | SUI          | 747          |

| Snowboardcross (SBX) | Snowboardcross (SBX) | Snowboardcross (SBX) | Snowboardcross (SBX) |
| #                    | Naam                 | Land                 | Punten               |
| -------------------- | -------------------- | -------------------- | -------------------- |
| 1                    | Alessandro Hämmerle  | AUT                  | 2440                 |
| 2                    | Omar Visintin        | ITA                  | 2035                 |
| 3                    | Martin Nörl          | GER                  | 1970                 |
| 4                    | Lucas Eguibar        | ESP                  | 1840                 |
| 5                    | Cameron Bolton       | AUS                  | 1822                 |
| 6                    | Emanuel Perathoner   | ITA                  | 1668                 |
| 7                    | Alex Pullin          | AUS                  | 1570                 |
| 8                    | Paul Berg            | GER                  | 1388                 |
| 9                    | Jake Vedder          | USA                  | 1370                 |
| 10                   | Kevin Hill           | CAN                  | 1218                 |

| Parallelreuzenslalom (PGS) | Parallelreuzenslalom (PGS) | Parallelreuzenslalom (PGS) | Parallelreuzenslalom (PGS) |
| #                          | Naam                       | Land                       | Punten                     |
| -------------------------- | -------------------------- | -------------------------- | -------------------------- |
| 1                          | Tim Mastnak                | SLO                        | 3336,0                     |
| 2                          | Andreas Prommegger         | AUT                        | 3070,0                     |
| 3                          | Roland Fischnaller         | ITA                        | 2709,4                     |
| 4                          | Andrej Sobolev             | RUS                        | 2635,0                     |
| 5                          | Edwin Coratti              | ITA                        | 2350,0                     |
| 6                          | Benjamin Karl              | AUT                        | 2280,0                     |
| 7                          | Dmitri Loginov             | RUS                        | 2212,2                     |
| 8                          | Žan Košir                  | SLO                        | 2036,0                     |
| 9                          | Aaron March                | ITA                        | 2019,4                     |
| 10                         | Lukas Mathies              | AUT                        | 1950,0                     |

| Halfpipe (HP) | Halfpipe (HP)    | Halfpipe (HP) | Halfpipe (HP) |
| #             | Naam             | Land          | Punten        |
| ------------- | ---------------- | ------------- | ------------- |
| 1             | Yuto Totsuka     | JPN           | 3760          |
| 2             | Ruka Hirano      | JPN           | 2410          |
| 3             | Jan Scherrer     | SUI           | 2240          |
| 4             | Patrick Burgener | SUI           | 2020          |
| 5             | Scotty James     | AUS           | 2000          |
| 6             | Ikko Anai        | JPN           | 1960          |
| 7             | Raibu Katayama   | JPN           | 1640          |
| 8             | Chose Jasey      | USA           | 1360          |
| 9             | Derek Livingston | CAN           | 1309          |
| 10            | Toby Miller      | USA           | 1090          |

## Vrouwen

### Uitslagen
Legenda
- PGS = Parallelreuzenslalom
- PSL = Parallelslalom
- SBX = Snowboardcross
- HP = Halfpipe
- SBS = Slopestyle
- BA = Big air

| Datum | Plaats            | Onderdeel  | Eerste             | Tweede             | Derde                  |
| --- | ----------------- | ---------- | ------------------ | ------------------ | ---------------------- |
| 08/09/2018 | Cardrona          | BA         | Reira Iwabuchi     | Miyabi Onitsuka    | Klaudia Medlová        |
| 03/11/2018 | Modena            | BA         | Reira Iwabuchi     | Miyabi Onitsuka    | Anna Gasser            |
| 24/11/2018 | Peking            | BA         | Anna Gasser        | Miyabi Onitsuka    | Laurie Blouin          |
| 08/12/2018 | Copper Mountain   | HP         | Chloe Kim          | Maddie Mastro      | Cai Xuetong            |
| 13/12/2018 | Carezza           | PGS        | Nadya Ochner       | Ester Ledecká      | Ramona Hofmeister      |
| 14/12/2018 | Montafon          | SBX        | Afgelast           | Afgelast           | Afgelast               |
| 15/12/2018 | Montafon          | SBX (team) | Afgelast           | Afgelast           | Afgelast               |
| 15/12/2018 | Cortina d'Ampezzo | PGS        | Ester Ledecká      | Julie Zogg         | Sabine Schöffmann      |
| 21/12/2017 | Secret Garden     | HP         | Cai Xuetong        | Verena Rohrer      | Kurumi Imai            |
| 21/12/2017 | Secret Garden     | SBS        | Miyabi Onitsuka    | Reira Iwabuchi     | Lucile Lefevre         |
| 21/12/2018 | Breuil-Cervinia   | SBX        | Lindsey Jacobellis | Eva Samková        | Charlotte Bankes       |
| 22/12/2018 | Breuil-Cervinia   | SBX        | Eva Samková        | Lindsey Jacobellis | Michela Moioli         |
| 08/01/2019 | Bad Gastein       | PSL        | Claudia Riegler    | Aleksandra Król    | Sabine Schöffmann      |
| 12/01/2019 | Kreischberg       | SBS        | Miyabi Onitsuka    | Anna Gasser        | Silje Norendal         |
| 18/01/2019 | Laax              | SBS        | Silje Norendal     | Celia Petrig       | Sina Candrian          |
| 19/01/2019 | Laax              | HP         | Chloe Kim          | Queralt Castellet  | Arielle Gold           |
| 19/01/2019 | Rogla             | PGS        | Selina Jörg        | Natalja Soboleva   | Cheyenne Loch          |
| 26/01/2019 | Seiser Alm        | SBS        | Isabel Derungs     | Brooke Voigt       | Jasmine Baird          |
| 26/01/2019 | Moskou            | PSL        | Julie Zogg         | Sabine Schöffmann  | Anastasia Koerotsjkina |
| 31 januari tot en met 10 februari 2019: FIS wereldkampioenschappen snowboarden 2019 in Park City (telt niet mee voor wereldbeker) |                   |            |                    |                    |                        |
| 09/02/2019 | Feldberg          | SBX        | Lindsey Jacobellis | Michela Moioli     | Eva Samková            |
| 15/02/2019 | Calgary           | HP         | Queralt Castellet  | Cai Xuetong        | Sena Tomita            |
| 16/02/2019 | Pyeongchang       | PGS        | Ester Ledecká      | Selina Jörg        | Sabine Schöffmann      |
| 17/02/2019 | Pyeongchang       | PGS        | Ramona Hofmeister  | Sabine Schöffmann  | Ester Ledecká          |
| 23/02/2019 | Secret Garden     | PGS        | Ramona Hofmeister  | Ester Ledecká      | Selina Jörg            |
| 24/02/2019 | Secret Garden     | PSL        | Gong Naiying       | Julie Zogg         | Selina Jörg            |
| 02/03/2019 | Baqueira-Beret    | SBX        | Eva Samková        | Chloé Trespeuch    | Lindsey Jacobellis     |
| 09/03/2019 | Mammoth Mountain  | SBS        | Afgelast           | Afgelast           | Afgelast               |
| 09/03/2019 | Mammoth Mountain  | HP         | Cai Xuetong        | Sena Tomita        | Verena Rohrer          |
| 09/03/2019 | Scuol             | PGS        | Milena Bykova      | Ester Ledecká      | Cheyenne Loch          |
| 16/03/2019 | Veysonnaz         | SBX        | Eva Samková        | Chloé Trespeuch    | Michela Moioli         |
| 16/03/2018 | Quebec            | BA         | Julia Marino       | Laurie Blouin      | Klaudia Medlová        |
| 23/03/2019 | Winterberg        | PSL        | Patrizia Kummer    | Selina Jörg        | Ladina Jenny           |

### Eindstanden
| Parallel (PSL/PGS) | Parallel (PSL/PGS) | Parallel (PSL/PGS) | Parallel (PSL/PGS) |
| #                  | Naam               | Land               | Punten             |
| ------------------ | ------------------ | ------------------ | ------------------ |
| 1                  | Ester Ledecká      | CZE                | 5900               |
| 2                  | Selina Jörg        | GER                | 5619               |
| 3                  | Sabine Schöffmann  | AUT                | 5250               |
| 4                  | Julie Zogg         | SUI                | 4770               |
| 5                  | Nadya Ochner       | ITA                | 4080               |
| 6                  | Ramona Hofmeister  | GER                | 4048               |
| 7                  | Cheyenne Loch      | GER                | 3790               |
| 8                  | Natalja Soboleva   | RUS                | 3474               |
| 9                  | Patrizia Kummer    | SUI                | 3400               |
| 10                 | Milena Bykova      | RUS                | 3240               |

| Freestyle (BA/HP/SBS) | Freestyle (BA/HP/SBS) | Freestyle (BA/HP/SBS) | Freestyle (BA/HP/SBS) |
| #                     | Naam                  | Land                  | Punten                |
| --------------------- | --------------------- | --------------------- | --------------------- |
| 1                     | Miyabi Onitsuka       | JPN                   | 4400                  |
| 2                     | Reira Iwabuchi        | JPN                   | 4100                  |
| 3                     | Cai Xuetong           | CHN                   | 3900                  |
| 4                     | Anna Gasser           | AUT                   | 2640                  |
| 5                     | Queralt Castellet     | ESP                   | 2520                  |
| 6                     | Verena Rohrer         | SUI                   | 2410                  |
| 7                     | Sina Candrian         | SUI                   | 2110                  |
| 8                     | Silje Norendal        | NOR                   | 2050                  |
| 9                     | Chloe Kim             | USA                   | 2000                  |
| 10                    | Kurumi Imai           | JPN                   | 1960                  |

| Slopestyle (SBS) | Slopestyle (SBS) | Slopestyle (SBS) | Slopestyle (SBS) |
| #                | Naam             | Land             | Punten           |
| ---------------- | ---------------- | ---------------- | ---------------- |
| 1                | Miyabi Onitsuka  | JPN              | 2000             |
| 2                | Reira Iwabuchi   | JPN              | 1700             |
| 3                | Isabel Derungs   | SUI              | 1680             |
| 4                | Silje Norendal   | NOR              | 1600             |
| 5                | Sina Candrian    | SUI              | 1600             |
| 6                | Anna Gasser      | AUT              | 1040             |
| 7                | Celia Petrig     | SUI              | 960              |
| 8                | Li Dongyu        | CHN              | 920              |
| 9                | Šárka Pančochová | CZE              | 860              |
| 10               | Nadja Flemming   | GER              | 810              |

| Parallelslalom (PSL) | Parallelslalom (PSL) | Parallelslalom (PSL) | Parallelslalom (PSL) |
| #                    | Naam                 | Land                 | Punten               |
| -------------------- | -------------------- | -------------------- | -------------------- |
| 1                    | Julie Zogg           | SUI                  | 2220                 |
| 2                    | Selina Jörg          | GER                  | 2200                 |
| 3                    | Patrizia Kummer      | SUI                  | 2180                 |
| 4                    | Sabine Schöffmann    | AUT                  | 2060                 |
| 5                    | Claudia Riegler      | AUT                  | 1476                 |
| 6                    | Ladina Jenny         | SUI                  | 1460                 |
| 7                    | Gong Naiying         | CHN                  | 1350                 |
| 8                    | Aleksandra Król      | POL                  | 1310                 |
| 9                    | Daniela Ulbing       | AUT                  | 1160                 |
| 10                   | Cheyenne Loch        | GER                  | 1060                 |

| Big Air (BA) | Big Air (BA)         | Big Air (BA) | Big Air (BA) |
| #            | Naam                 | Land         | Punten       |
| ------------ | -------------------- | ------------ | ------------ |
| 1            | Reira Iwabuchi       | JPN          | 2400         |
| 2            | Miyabi Onitsuka      | JPN          | 2400         |
| 3            | Klaudia Medlová      | SVK          | 1800         |
| 4            | Anna Gasser          | AUT          | 1600         |
| 5            | Laurie Blouin        | CAN          | 1400         |
| 6            | Urška Pribošič       | SLO          | 1200         |
| 7            | Julia Marino         | USA          | 1000         |
| 8            | Lia-Mara Bösch       | SUI          | 1000         |
| 9            | Loranne Smans        | BEL          | 990          |
| 10           | Zoi Sadowski-Synnott | NZL          | 820          |

| Snowboardcross (SBX) | Snowboardcross (SBX) | Snowboardcross (SBX) | Snowboardcross (SBX) |
| #                    | Naam                 | Land                 | Punten               |
| -------------------- | -------------------- | -------------------- | -------------------- |
| 1                    | Eva Samková          | CZE                  | 4400                 |
| 2                    | Lindsey Jacobellis   | USA                  | 3850                 |
| 3                    | Michela Moioli       | ITA                  | 2650                 |
| 4                    | Charlotte Bankes     | GBR                  | 2350                 |
| 5                    | Chloé Trespeuch      | FRA                  | 2100                 |
| 6                    | Nelly Moenne Loccoz  | FRA                  | 2100                 |
| 7                    | Lara Casanova        | SUI                  | 1580                 |
| 8                    | Sofia Belingheri     | ITA                  | 1240                 |
| 9                    | Raffaella Brutto     | ITA                  | 1220                 |
| 10                   | Manon Petit-Lenoir   | FRA                  | 1120                 |

| Parallelreuzenslalom (PGS) | Parallelreuzenslalom (PGS) | Parallelreuzenslalom (PGS) | Parallelreuzenslalom (PGS) |
| #                          | Naam                       | Land                       | Punten                     |
| -------------------------- | -------------------------- | -------------------------- | -------------------------- |
| 1                          | Ester Ledecká              | CZE                        | 5000                       |
| 2                          | Selina Jörg                | GER                        | 3419                       |
| 3                          | Ramona Hofmeister          | GER                        | 3258                       |
| 4                          | Nadya Ochner               | ITA                        | 3230                       |
| 5                          | Sabine Schöffmann          | AUT                        | 3190                       |
| 6                          | Natalja Soboleva           | RUS                        | 2756                       |
| 7                          | Cheyenne Loch              | GER                        | 2730                       |
| 8                          | Milena Bykova              | RUS                        | 2610                       |
| 9                          | Julie Zogg                 | SUI                        | 2550                       |
| 10                         | Aleksandra Król            | POL                        | 1740                       |

| Halfpipe (HP) | Halfpipe (HP)     | Halfpipe (HP) | Halfpipe (HP) |
| #             | Naam              | Land          | Punten        |
| ------------- | ----------------- | ------------- | ------------- |
| 1             | Cai Xuetong       | CHN           | 3900          |
| 2             | Queralt Castellet | ESP           | 2520          |
| 3             | Verena Rohrer     | SUI           | 2410          |
| 4             | Chloe Kim         | USA           | 2000          |
| 5             | Kurumi Imai       | JPN           | 1960          |
| 6             | Hikaru Oe         | JPN           | 1690          |
| 7             | Sena Tomita       | JPN           | 1660          |
| 8             | Haruna Matsumoto  | JPN           | 1570          |
| 9             | Wu Shaotong       | CHN           | 1320          |
| 10            | Qiu Leng          | CHN           | 1260          |

## Gemengd

### Uitslagen
Legenda
- PGS = Parallelreuzenslalom
- PSL = Parallelslalom
- SBX = Snowboardcross
- HP = Halfpipe
- SBS = Slopestyle
- BA = Big air

| Datum | Plaats      | Onderdeel  | Eerste                                    | Tweede                                       | Derde                                        |
| --- | ----------- | ---------- | ----------------------------------------- | -------------------------------------------- | -------------------------------------------- |
| 09/01/2019 | Bad Gastein | PSL (team) | Oostenrijk I Benjamin Karl Daniela Ulbing | Italië I Aaron March Nadya Ochner            | Zwitserland I Dario Caviezel Patrizia Kummer |
| 27/01/2019 | Moskou      | PSL (team) | Oostenrijk I Benjamin Karl Daniela Ulbing | Rusland I Andrej Sobolev Natalja Soboleva    | Zwitserland III Dario Caviezel Julie Zogg    |
| 31 januari tot en met 10 februari 2019: FIS wereldkampioenschappen snowboarden 2019 in Park City (telt niet mee voor wereldbeker) |             |            |                                           |                                              |                                              |
| 10/02/2019 | Feldberg    | SBX (team) | Afgelast                                  | Afgelast                                     | Afgelast                                     |
| 24/03/2019 | Winterberg  | PSL (team) | Oostenrijk I Benjamin Karl Daniela Ulbing | Zwitserland I Dario Caviezel Patrizia Kummer | Duitsland IV Stefan Baumeister Selina Jörg   |

### Eindstand
| Parallelteam (PRT) | Parallelteam (PRT) | Parallelteam (PRT) | Parallelteam (PRT) |
| #                  | Land               | Punten             |                    |
| ------------------ | ------------------ | ------------------ | ------------------ |
| 1                  | Oostenrijk I       | 3000               |                    |
| 2                  | Italië I           | 1590               |                    |
| 3                  | Rusland I          | 1510               |                    |
| 4                  | Zwitserland I      | 1400               |                    |
| 5                  | Slovenië I         | 1140               |                    |
| 6                  | Oostenrijk III     | 1120               |                    |
| 7                  | Zwitserland II     | 760                |                    |
| 8                  | Polen I            | 740                |                    |
| 9                  | Duitsland IV       | 600                |                    |
| 9                  | Zwitserland III    | 600                |                    |

## Uitzendrechten
- Canada: CBC Sports[2]
- Duitsland: ARD/ZDF[3]
- Finland: Yle
- Nederland: Eurosport en Ziggo Sport
- Noorwegen: NRK
- Zweden: SVT[4][5]
- Zwitserland: SRG SSR[6]